# Kukbuk
KUKBUK – polski kwartalnik kulturalno-kulinarny, ukazujący się od listopada 2012 roku, założony przez siostry Darię i Biankę Pawlewskie oraz Oliwię Gede-Niewiadomską. 

## Opis
Magazyn łączy funkcje książki kucharskiej, albumu o jedzeniu i pisma lajfstajlowego. Porusza tematy związane z szeroko rozumianą kulturą jedzenia, ze zjawiskami socjologicznymi, sztuką i z dizajnem w świecie kulinariów. W każdym numerze znajduje się ponad 50 sezonowych przepisów. Z wydawnictwem współpracują ilustratorzy, m.in. Maurycy Gomulicki, Joanna Concejo, Jan Bajtlik, Emilia Dziubak, oraz pisarze i publicyści: Agnieszka Drotkiewicz, Edwin Bendyk, Paulina Reiter, Ziemowit Szczerek, Agnieszka Szydłowska.
Daria Pawlewska jest redaktorką naczelną wydań specjalnych, wydawczynią, współzałożycielką wydawnictwa i twórczynią hasła kultura kulinarna. Od 2017 roku jest również redaktorką naczelną dwumiesięcznika KUKBUK oraz wszystkich wydań w druku. Funkcję dyrektorki kreatywnej i artystycznej całego wydawnictwa pełni Oliwia Gede-Niewiadomska.
W pierwszym roku istnienia magazynu ukazało się sześć numerów. W kolejnym wydawnictwo rozszerzyło portfolio o cztery tematyczne wydania specjalne:
- KUKBUK Rodzina
- KUKBUK Zima
- KUKBUK Podróże i Dizajn
- KUKBUK Dzieciaki

W 2018 roku magazyn przeszedł redesign, od tego czasu ukazuje się w nowej szacie graficznej. Zawiera m.in. następujące rubryki:
- Sezonówki – opisy czterech sezonowych produktów
- Laboratorium – najnowsze odkrycia naukowe
- Historie kuchenne – prezentacja wnętrz lodówek znanych osób
- Multikulti – opowieści i przepisy obcokrajowców mieszkających w Polsce
- Goście idą – główna sesja kulinarna w numerze, 10 przepisów na domowe przyjęcia – od przystawki po deser
- Dziś bez mięsa – przepisy najciekawszych wegańskich szefów kuchni

W 2019 roku wydawnictwo uruchomiło nową wersję platformy on-line. Portal KUKBUK.pl przeszedł gruntowną przebudowę i został wzbogacony o wiele nowych obszarów tematycznych oraz funkcjonalności. Strona opiera się na idei sezonowości, która odzwierciedla się w warstwie zarówno tekstowej, jak i wizualnej. Czytelnicy znajdą tu treści dotyczące jedzenia, kultury, trendów, ekologii, zdrowego stylu życia, a także praktyczne przewodniki turystyczne oraz przepisy na każdą porę roku. Treści na stronie są publikowane w pięciu działach:
- Ludzie i inspiracje
- Kultura i wiedza
- Zdrowie i rozsądek
- Na mapie
- Przepisy

Wydawczynią KUKBUK.pl jest Oliwia Gede-Niewiadomska, redaktorką prowadzącą Anna Czajkowska, a dyrektorem artystycznym Marcin Lewandowski.
Od 2017 roku wydawnictwo jest organizatorem konkursu KUKBUK Poleca dla lokalnych producentów, rzemieślników oraz właścicieli gospodarstw agroturystycznych. W 2018 roku wydało swoją pierwszą książkę – Sezonówki.
W 2021 roku czasopismo zmieniło cykl wydawniczy. Przekształciło się z dwumiesięcznika w kwartalnik.